# Аль-Хаким, Мохаммед
Мохаммед Аль-Хаким (швед. Mohammed Al-Hakim, араб. محمد الحكيم‎; род. 15 апреля 1985, Эн-Наджаф) — шведский футбольный судья.

## Биография
Родился в Ираке, в Швецию переехал в возрасте 8 лет. Проживает в Чёпинге. По профессии — военный лётчик, офицер ВВС Швеции.
Судейскую карьеру начал в 2008 году, в 2012 году стал судить матчи чемпионата Швеции. По состоянию на январь 2017 года отсудил 95 матчей Аллсвенскан и 39 матчей Суперэттан. В 2015 году стал судьёй ФИФА. По итогам чемпионата Швеции 2015 года Аль-Хаким удостоился похвалы от журналистов и болельщиков, был признан лучшим судьёй Швеции по версии Шведского футбольного союза на церемонии Fotbollsgalan. В августе 2015 года начал вести страницу в Facebook, где отвечал на вопросы по поводу судейских решений, однако позже закрыл страницу, сославшись на нехватку времени.
Обслуживал матч отбора на Евро-2020 группы I между командами России и Сан-Марино (9:0).

## Статистика

### Матчи сборных
По состоянию на 10 сентября 2024 года
| Дата             | Место                     | Матч                         | Счёт  | Турнир                      | Жёлтые карточки | Вторые жёлтые карточки | Красные карточки |
| ---------------- | ------------------------- | ---------------------------- | ----- | --------------------------- | --------------- | ---------------------- | ---------------- |
| 16 ноября 2018   | Никосия, Кипр             | Кипр — Болгария              | 1 — 1 | Лига наций УЕФА 2018/2019   | 3               | 0                      | 0                |
| 8 июня 2019      | Саранск, Россия           | Россия — Сан-Марино          | 9 — 0 | Евро 2020 (квалификация)    | 2               | 0                      | 0                |
| 11 октября 2020  | Таллин, Эстония           | Эстония — Северная Македония | 3 — 3 | Лига наций УЕФА 2020/2021   | 5               | 0                      | 0                |
| 31 марта 2021    | Вадуц, Лихтенштейн        | Лихтенштейн — Исландия       | 1 — 4 | ЧМ-2022 (квалификация УЕФА) | 0               | 0                      | 0                |
| 8 октября 2021   | Таллин, Эстония           | Эстония — Беларусь           | 2 — 0 | ЧМ-2022 (квалификация УЕФА) | 3               | 0                      | 0                |
| 6 июня 2022      | Нови-Сад, Сербия          | Беларусь — Азербайджан       | 0 — 0 | Лига наций УЕФА 2022/2023   | 8               | 0                      | 1                |
| 7 сентября 2023  | Каунас, Литва             | Литва — Черногория           | 2 — 2 | Евро 2024 (квалификация)    | 2               | 0                      | 0                |
| 16 ноября 2023   | Вадуц, Лихтенштейн        | Лихтенштейн — Португалия     | 0 — 2 | Евро 2024 (квалификация)    | 2               | 0                      | 0                |
| 10 сентября 2024 | Андорра-ла-Велья, Андорра | Андорра — Мальта             | 0 — 1 | Лига наций УЕФА 2024/2025   | 4               | 0                      | 0                |